# 多枝香草
多枝香草（学名：Lysimachia laxa）为报春花科珍珠菜属的植物。分布于泰国、印度尼西亚、孟加拉国、印度、斯里兰卡、缅甸、越南以及中国大陆的云南等地，生长于海拔1,000米至2,100米的地区，多生在混交林下，目前尚未由人工引种栽培。

## 别名
多枝排草（拉汉种子植物名称）